# گکوی دم‌برگی کیپ ملویل
گکوی دم‌برگی کیپ ملویل (نام علمی: Saltuarius eximius) نام یک گونه از سرده گکوهای دم‌برگی است.